# Gojirasaurus
Genre
Espèce
Gojirasaurus est un dinosaure, l'un des plus grands carnivores de la fin du Trias.
Il ressemblait sans doute au Coelophysis, mais il était deux fois plus grand et pesait près de 200 kg[réf. nécessaire].
Connu d'après son unique squelette incomplet, il doit son nom à Gojira ou Godzilla, un monstre « vedette de cinéma ».